# TSV Kappeln
Der TSV Kappeln (offiziell: Turn- und Sportverein Kappeln von 1876 e.V.) ist ein Sportverein aus Kappeln im  Kreis Schleswig-Flensburg. Die erste Fußballmannschaft nahm einmal am DFB-Pokal teil.

## Geschichte
Der Verein wurde im Jahre 1876 gegründet. Neben Fußball bietet der Verein noch die Abteilungen Badminton, Basketball, Bogenschießen, Einrad, Gymnastik, Reha-/Koronarsport, Handball, Hockey, Leichtathletik, Radwandern, Sport gegen Gewalt, Tischtennis, Turnen, Versehrtensport und Volleyball.
Ihre erste erfolgreiche Zeit hatten die Kappelner Fußballer Mitte der 1950er Jahre. Nach einer Vizemeisterschaft 1953 hinter Husum 18 wurden die Kappelner ein Jahr später Meister, scheiterten aber in der Aufstiegsrunde zur Amateurliga Schleswig-Holstein am FC Union Neumünster, Union-Teutonia Kiel und dem 1. FC Lola. In den folgenden Jahren spielte die Mannschaft weiter erfolgreich in der nunmehr 2. Amateurliga Nord genannten Spielklasse. 1968 qualifizierte sich der TSV für die neu geschaffene Verbandsliga Nord, aus der sie 1970 abstieg. Drei Jahre später folgte der Abstieg in die Bezirksklasse.
Im Jahre 1975 kehrte der Verein in die Bezirksliga zurück, wo die Mannschaft sechs Jahre später Vizemeister hinter dem TSV Kropp wurde. Gleichzeitig qualifizierten sich die Kappelner für den DFB-Pokal, wo sie in der ersten Runde bei SV Arminia Hannover antreten mussten und 1:6 unterlagen. 1985 wurde der TSV Bezirksligameister und stieg in die Landesliga Nord auf. Drei Jahre später folgte der Aufstieg in die Verbandsliga, der höchsten Amateurliga Schleswig-Holsteins. Nach zwei zwölften Plätzen mussten die TSV-Fußballer im Jahre 1991 wieder in die Landesliga absteigen. Zwei Jahre später ging es als abgeschlagener Tabellenletzter runter in die Bezirksliga, wo der TSV in die Bezirksklasse durchgereicht wurde.
1997 stiegen die Kappelner in die Kreisliga ab und bildeten ab 2005 eine Spielgemeinschaft mit einem Verein aus der Gemeinde Kopperby. Später bildeten die Fußballer gemeinsam mit denen des SV Kieholm und dem MTV Gelting die Fußballspielgemeinschaft Ostseeküste.